# Alerheim
Alerheim er en kommune i Landkreis Donau-Ries i Regierungsbezirk Schwaben i den tyske delstat Bayern, med knap 2.700 indbyggere. Den er en del af Verwaltungsgemeinschaft Ries der har administrationsby i Nördlingen.

## Geografi
Alerheim ligger i Nördlinger Ries og er en del af Region Augsburg.
Der er følgende landsbyer i kommunen: Alerheim, Bühl i.Ries, Rudelstetten, Wörnitzostheim